# 八德埤塘自然生態公園
八德埤塘自然生態公園是位於臺灣桃園市八德區的一座公園，位於八德區興豐路旁，佔地約5公頃，為目前全桃園市最大的埤塘公園，於民國97年（2008年）啟用。內有草皮活動區、埤塘景觀區木造與濕地平台、咖啡座、涼亭等設施。

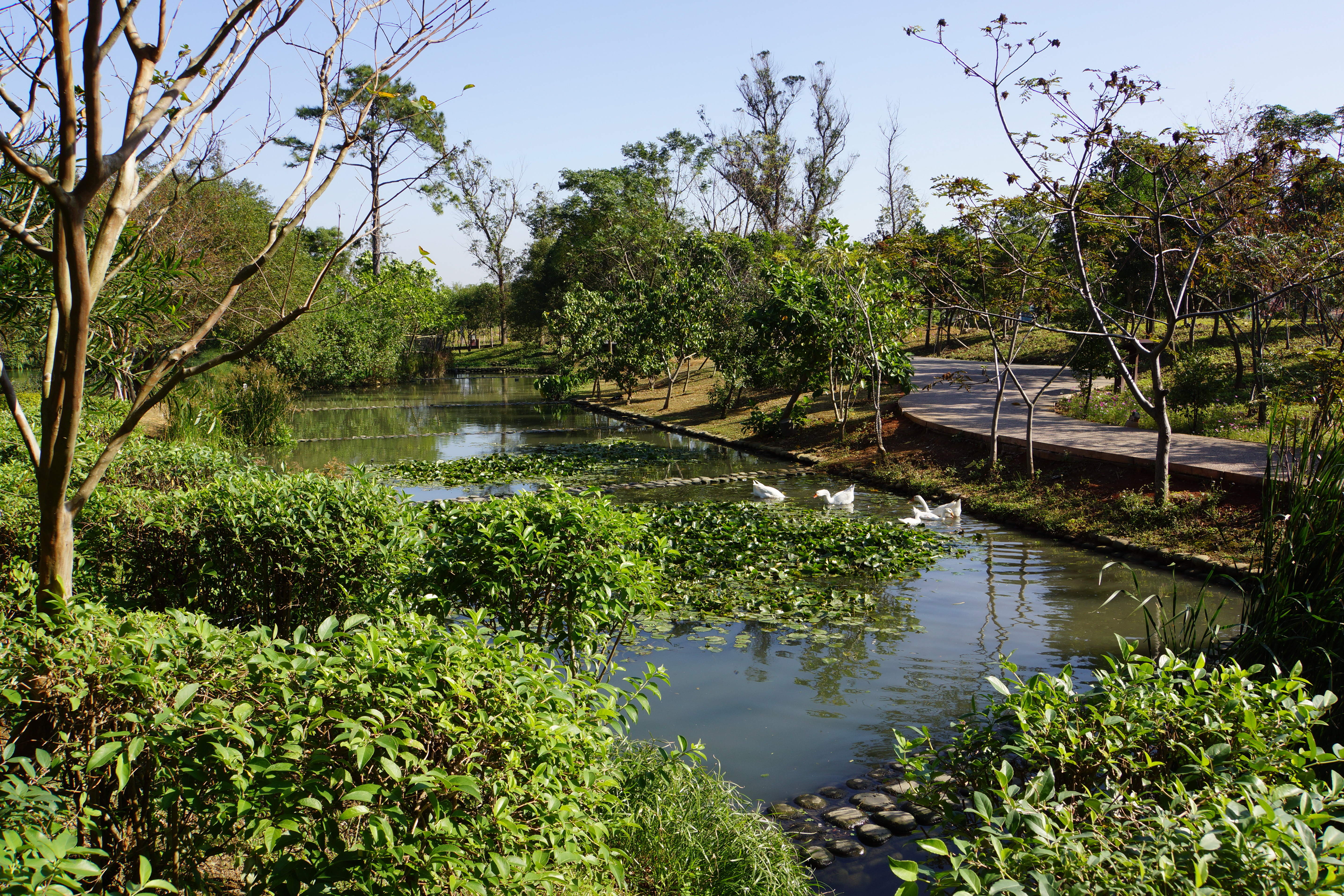
八德埤塘生態園區

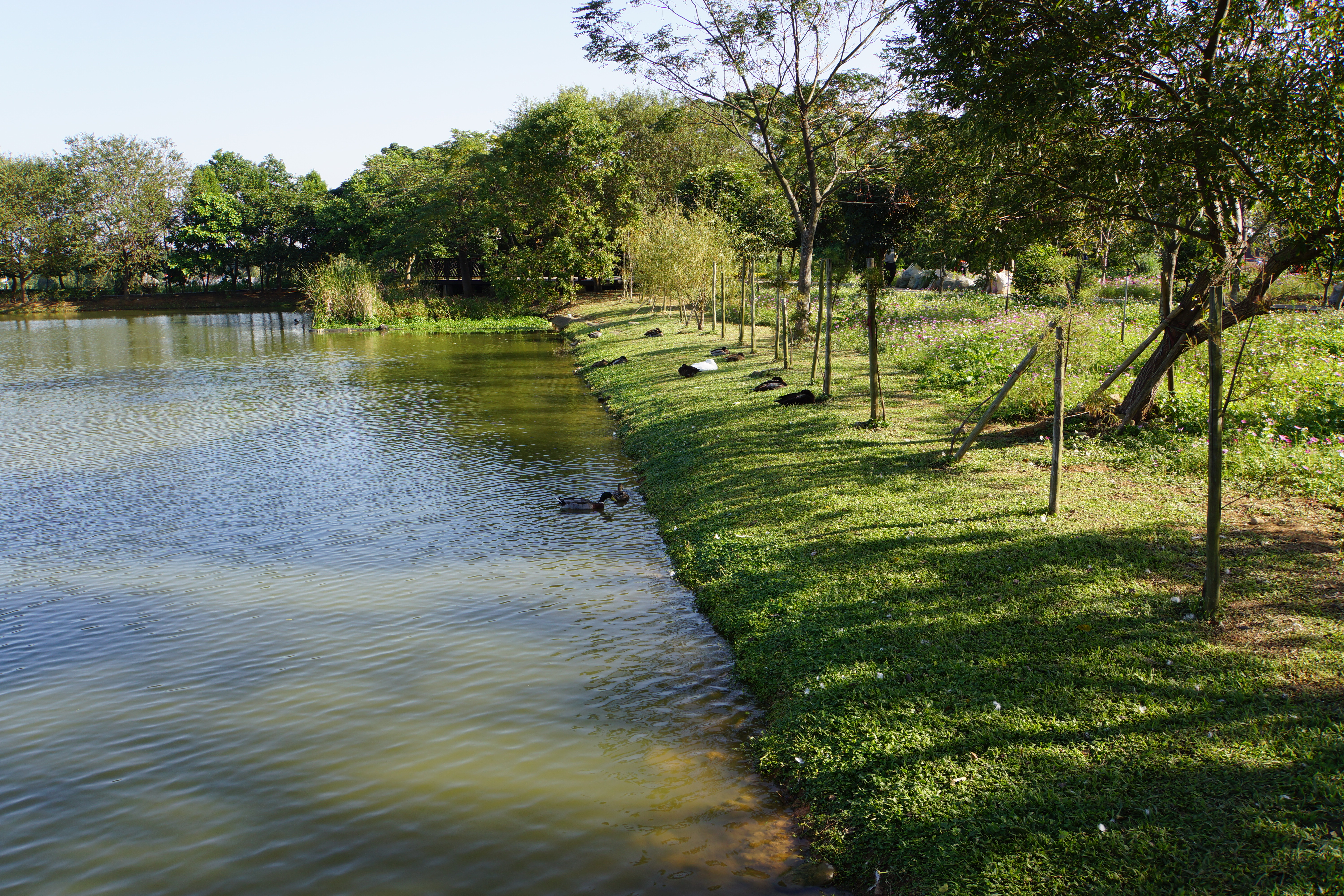
八德埤塘自然生態公園一景

## 外部連結
- 八德埤塘自然生態公園 （页面存档备份，存于）
- 八德埤塘自然生態公園- 桃園觀光導覽網 （页面存档备份，存于）
- 八德埤塘自然生態公園-TripperWay （页面存档备份，存于）
- 八德埤塘自然生態公園的Facebook專頁